# Vulpia persica
Vulpia persica är en gräsart som först beskrevs av Pierre Edmond Boissier och Friedrich Alexander Buhse, och fick sitt nu gällande namn av Lev Melkhisedekovich Kreczetowicz och Jevgenij Grigorjevitj Bobrov. Vulpia persica ingår i släktet ekorrsvinglar, och familjen gräs. Inga underarter finns listade i Catalogue of Life.